# Kyla Kenedy
Kyla Kenedy White (Charleston (South Carolina), 4 februari 2003) is een Amerikaanse actrice en een voormalige jeugdactrice.

## Carrière
Kenedy begon in 2011 met acteren als jeugdactrice in de televisieserie Crime Scene Investigation, waarna zij nog meerdere rollen speelde in televisieseries en films.
Kenedy werd in 2013 (televisieserie The New Normal) en in 2017 (film Love Is All You Need?) genomineerd voor een Young Artist Award. In 2013 won zij deze award voor haar rol in de film Raising Izzie, in de categorie Beste Optreden door een Jeugdactrice in een Film.

## Filmografie

### Films
Uitgezonderd korte films.
- 2022 The Phantoms - als Sarah
- 2017 Free Time of About Us - als Spinner
- 2016 Love Is All You Need? - als Emily Curtis
- 2015 A Gift Horse - als Amanda
- 2015 Romantically Speaking - als Ariel (10 jaar oud)
- 2014 Réalité - als Reality
- 2013 Hidden Away - als jonge Sage
- 2012 Raising Izzie - als Izzie
- 2012 The Three Stooges - als ballonnen meisje
- 2012 The Yellow Wallpaper - als Sarah Weiland (3 jaar oud)

### Televisieseries
Uitgezonderd eenmalige gastrollen.
- 2021-2022 Mr. Mayor - als Orly Bremer - 20 afl.
- 2015-2021 If You Give a Mouse a Cookie - als Piper / Bright Shirt Girl (stemmen) - 38 afl.
- 2016-2019 Speechless - als Dylan DiMeo - 63 afl.
- 2016-2017 The Night Shift - als Brianna - 8 afl.
- 2013-2015 The Walking Dead - als Mika Samuels - 6 afl.
- 2012-2013 The New Normal - als Rebecca - 3 afl.

- Nederlandse Thesaurus van Auteursnamen: 393674614
- Virtual International Authority File: 317184926
- WorldCat: E39PBJfGWQDcD84PtCGCqrgVG3